# Галшиев, Эрдэни-Хайбзун
Эрдэни-Хайбзун Галшиев (Хайбзун-доромбо) (1855 — 26 июня 1915) — бурятский буддийский лама, учёный, просветитель, религиозный деятель России. Автор дидактического труда «Бэлигэй толи» — «Зерцало мудрости».

## Биография
Родился 1855 году на территории современного Кижингинского района Бурятии. Происходил из рода Худай.
Свыше десятка лет находился в Лхасе, изучая буддизм, и получил там одну из высших буддийских учёных степеней — доромбо в Гоман-дацане при монастыре Дрепунг.
Летом 1897 года вернулся в родные места, в Кодунский (Кижингинский) дацан, Бурятия.
Распространён рассказ о том, как на обратном пути из Лхасы Галшиев вызвал на диспут учёных лам монастыря Лавран, и диспут продолжался в течение трёх дней. В конце концов настоятель монастыря будто заявил, что «нам не победить его, так как он не только выучил отлично тексты и знает догматы, но и обладает природной мудростью». Этот рассказ передаётся со ссылкой на слова известного в своё время учёного ламу Д. Зерваина, который был очевидцем данного случая и предупредительно рассказал о нём ученым ламам Цугольского дацана, когда они возымели желание пригласить Галшиева на диспут.
В памяти народа сохранилось то, что Галшиев вёл весьма скромную жизнь, был прост в общении.
Эрдэни-Хайбзун Галшиев был современником других крупных бурятских буддийских деятелей конца XIX — начала XX века, таких как Агван Доржиев, Даши-Доржи Итигэлов, Цыден Содоев (Соодой лама).
Cкончался 26 июня 1915 года.